# Sherlock Holmes 2. – Árnyjáték
A Sherlock Holmes: Árnyjáték (eredeti cím: Sherlock Holmes: A Game of Shadows) 2011-ben bemutatott amerikai kosztümös akciófilm, amelyet Kieran és  Michele Mulroney forgatókönyvéből Guy Ritchie rendezett. Joel Silver, Lionel Wigram, Susan Downey és Dan Lin producerként működött közre.
A film a 2009-es Sherlock Holmes folytatása, az Arthur Conan Doyle által megalkotott címszereplőt ismét Robert Downey Jr. alakítja. Fontosabb szerepekben feltűnik Jude Law, Noomi Rapace, Jared Harris, Eddie Marsan és Rachel McAdams.

## Cselekmény
Az első részben megismert Moriarty professzor ebben a filmben is feltűnik, mint Holmes legravaszabb ellenfele. Watsonnal az oldalán próbálják előkeríteni a professzort, de ő mindig egy lépéssel Sherlock előtt jár. A filmben feltűnik Holmes testvére, Mycroft is.

## Szereplők
| Színész           | Szerep                  | Magyar hang        |
| ----------------- | ----------------------- | ------------------ |
| Robert Downey Jr. | Sherlock Holmes         | Fekete Ernő Tibor  |
| Jude Law          | Dr. John Watson         | Nagy Ervin         |
| Jared Harris      | Moriarty professzor     | Gyabronka József   |
| Noomi Rapace      | Madame Simza Heron      | Bogdányi Titanilla |
| Stephen Fry       | Mycroft Holmes          | Hajdu István       |
| Kelly Reilly      | Mary Morstan Watson     | Kovács Patrícia    |
| Rachel McAdams    | Irene Adler             | Major Melinda      |
| Eddie Marsan      | Lestrade felügyelő      | Kapácsy Miklós     |
| Geraldine James   | Mrs. Hudson             | Csampisz Ildikó    |
| Paul Anderson     | Sebastian Moran ezredes | Szabó Máté         |

## A film készítése
Az első film sikere után a folytatás nem volt kérdéses. A második rész miatt Guy Ritchie kimaradt a Lobo képregényszereplő filmes változatának rendezői székéből és Robert Downey Jr.-t is kihagyták a Cowboyok és űrlények filmből. Nem volt világos, hogy Rachel McAdams fog-e szerepelni a folytatásban. A színésznő azt nyilatkozta: „Nem nagy dolog, ha nem leszek benne. Ez nem egy főszerep.” 2011. február 4-én a Warner Bros. megerősítette az Entertainment Weekly-nek, hogy McAdams benne lesz a Sherlock Holmes 2-ben.
A filmre egyes beszámolók szerint a Conan Doyle által írt Az utolsó eset című novella volt hatással. A film egy évvel az első rész eseményei után zajlik, de készítői elmondása alapján egy önálló film volt a cél, amely nem igényli elődje ismeretét.
2010 októberében Robert Downey Jr.-t és Jude Law-ot látták, amint harci jelenetüket próbálják, a felvételre a délnyugat-londoni Richmond Parkban került sor. 2010 októberében a PS Waverley gőzhajót kibérelték és felhasználták a La Manche csatornán való filmezéshez. A Didcot Vasúti Központnál egy nagy zöld képernyőt feszítettek ki amikor egy akciójelenetet forgattak november közepén. Forgatási helyszín volt még Strasbourg, a Worcestershire-i Viktória híd, és a Hampton palota is.
A filmet 2011. december 16-ától az Egyesült Államokban és az Egyesült Királyságban, 2011. december 25-étől pedig más országokban vetítették.

## Fordítás
- Ez a szócikk részben vagy egészben  a   Sherlock Holmes: A Game of Shadows című angol Wikipédia-szócikk fordításán alapul.  Az eredeti cikk szerkesztőit annak laptörténete sorolja fel. Ez a jelzés csupán a megfogalmazás eredetét és a szerzői jogokat jelzi, nem szolgál a cikkben szereplő információk forrásmegjelöléseként.